# Kurt Maflin
Kurt Maflin (Southwark, 8 agosto 1983) è un giocatore di snooker inglese naturalizzato norvegese.

## Carriera
Kurt Maflin ha intrapreso i primi anni di carriera con diverse alternanze tra l'essere professionista e dilettante. Dal 2010 è ininterrottamente nel Main Tour.
Conta tre semifinali, ottenute al Players Tour Championship Grand Final 2013, al China Open 2015 e al Riga Masters 2019.
Al Campionato Mondiale 2020, battendo 13-11 John Higgins, si qualifica per la prima volta in carriera, ai quarti di finale del torneo.

## Vita privata
Nel 2013 ha sposato Anita Rizzuti, anch'ella giocatrice di snooker, con cui ha avuto il figlio Neon. Ha partecipato assieme alla moglie alla World Cup 2015 rappresentando la Norvegia.

## Ranking
| Stagione  | Ranking iniziale | Ranking finale |
| --------- | ---------------- | -------------- |
| 2001-2002 | Non classificato | 101            |
| 2003-2004 | 125              | 97             |
| 2007-2008 | Non classificato | 80             |
| 2010-2011 | Non classificato | 85             |
| 2011-2012 | 77               | 74             |
| 2012-2013 | Non classificato | 64             |
| 2013-2014 | 64               | 31             |
| 2014-2015 | 34               | 37             |
| 2015-2016 | 37               | 50             |
| 2016-2017 | 50               | 52             |
| 2017-2018 | 52               | 44             |
| 2018-2019 | 44               | 49             |
| 2019-2020 | 49               | 27             |
| 2020-2021 | 27               |                |

### Break Massimi da 147: 2
| N° | Anno | Competizione              | Avversario        | Note  |
| -- | ---- | ------------------------- | ----------------- | ----- |
| 1  | 2010 | Players Tour Championship | Michal Zielinski  | [ 6 ] |
| 2  | 2012 | Scottish Open             | Stuart Carrington | [ 7 ] |

## Tornei vinti

### Titoli Non-Ranking: 1
| Titoli Non-Ranking | Titoli Non-Ranking | Titoli Non-Ranking | Titoli Non-Ranking |
| ------------------ | ------------------ | ------------------ | ------------------ |
| Competizione       | Anno               | Avversario         | Note               |
| Challenge Tour 4   | 2003               | James Leadbetter   | [ 8 ]              |

## Finali perse

### Titoli Non-Ranking: 1
| Titoli Non-Ranking                  | Titoli Non-Ranking | Titoli Non-Ranking | Titoli Non-Ranking |
| ----------------------------------- | ------------------ | ------------------ | ------------------ |
| Competizione                        | Anno               | Avversario         | Note               |
| Evento di qualificazione al Masters | 2007               | Barry Hawkins      | [ 9 ]              |